# André de Albuquerque
André de Albuquerque foi um Fidalgo da Casa Real e administrador colonial luso-brasileiro. Segundo filho varão de Jerônimo de Albuquerque, o Torto, e de Muira Ubi, índia da tribo Tibira, batizada como Maria do Espírito Santo Arco-Verde, era irmão de Jerônimo de Albuquerque Maranhão. André de Albuquerque assumiu como Governador e Capitão-Mor da capitania da Paraíba, interinamente, após Frutuoso Barbosa abandonar o cargo, em 1591, sendo substituído por Feliciano Coelho de Carvalho no início de 1592. Voltou novamente ao cargo em 1604, permanecendo até 1610.
Casou-se duas vezes. Do seu primeiro casamento, com Catharina de Mello, teve 5 filhos: 
- Isabel de Albuquerque;
- Joana de Albuquerque;
- Catarina de Albuquerque e Melo;̃
- Manoel de Albuquerque
- Lusia de Albuquerque.

Do seu segundo casamento, com Isabel de Vasconcellos, teve mais 7 filhos:
- André de Albuquerque;
- Manoel de Albuquerque;
- Jerônimo de Albuquerque;
- Antônio de Albuquerque;
- Gonçalo de Albuquerque;
- Maria de Albuquerque
- Afonso de Albuquerque.